# Pianengo
Pianengo – miejscowość i gmina we Włoszech, w regionie Lombardia, w prowincji Cremona.
Według danych na rok 2004 gminę zamieszkiwało 2369 osób, 473,8 os./km².